# Ilche
Ilche es un municipio de la comarca del Somontano de Barbastro, en la provincia de Huesca, situado en el valle del Cinca, en la carretera A-1223, entre Berbegal y Monzón. Su distancia a Huesca es de 56 km.

## Geografía

### Núcleos asociados
Fornillos, Monesma de San Juan, Morilla, Permisán y Odina

### Localidades limítrofes
Barbastro, Berbegal y Selgua

## Historia
- El 19 de octubre de 1283 era de Blasco de Huerta (GONZÁLEZ ANTÓN, Las Uniones, n, 43).
- El 17 de diciembre de 1399 el rey Martín I de Aragón dio salvaguardia al lugar de Ilche, que era de la orden de San Juan del Hospital, poniéndolo bajo su protección (Archivo Municipal de Barbastro: ARCO, Archivos históricos, 1, p. 67)
- En 1414 era de la orden del Hospital (ARROYO, División, p. 98).
- En 1610 era de la orden del Hospital, de Barbastro (LA BAÑA , p.87).
- Señorío de las Órdenes (1785)
- En 1845 se le unen Fomillos, Morilla y Permisán
- 1857-1873 se le une Monesma de San Juan

## Economía
Basada en la agricultura y la ganadería principalmente. Existe también un pequeño polígono industrial donde se encuentra la carpintería de madera Carpisán, la Cooperativa Joaquín Costa y la Comunidad de Regantes Val de Alferche. Además se encuentran dos bodegas de la Denominación de Origen Somontano, Bodega Dalcamp y Bodega Monte Odina.

## Administración y política
| Período   | Alcalde                                             | Partido |  |
| --------- | --------------------------------------------------- | ------- |  |
| 1979-1983 | José Luis Torres Piniés                             | UCD     |  |
| 1983-1987 | José Manuel Guiral Escartín Melchor Escudero Torres | PSOE    |  |
| 1987-1991 | Melchor Escudero Torres                             | PSOE    |  |
| 1991-1995 | Melchor Escudero Torres                             | PSOE    |  |
| 1995-1999 | Melchor Escudero Torres                             | PSOE    |  |
| 1999-2003 | Melchor Escudero Torres                             | PSOE    |  |
| 2003-2007 | Melchor Escudero Torres                             | PSOE    |  |
| 2007-2011 |                                                     | PP      |  |
| 2011-2015 | José Luis Torres Ester                              | PP      |  |
| 2015-2019 | José Luis Torres Ester                              | PP      |  |

| Partido político    | Partido político                                   | 2003   | 2007   | 2011   | 2015   |
| Partido político    | Partido político                                   | Ediles | Ediles | Ediles | Ediles |
|                     | Partido Popular de Aragón (PP)                     | 2      | 4      | 4      | 3      |
|                     | Partido Aragonés (PAR)                             | 1      | —      | —      | 2      |
|                     | Partido de los Socialistas de Aragón (PSOE-Aragón) | 4      | 3      | 1      | —      |
| Total de concejales | Total de concejales                                | 5      | 5      | 5      | 5      |

## Demografía
Ilche cuenta con una población de 185 habitantes (INE 2024).
| Gráfica de evolución demográfica de Ilche entre 1842 y 2021 |
| |
| Población de derecho según los censos de población del INE Población de hecho según los censos de población del INEEntre el censo de 1857 y el anterior, crece el término del municipio porque incorpora a Fornillos, Morilla y Permisán |

## Monumentos
- Iglesia parroquial de Ilche, (siglo XVIII). Iglesia parroquial de Fornillos, (siglo XVII). Iglesia parroquial de Monesma de San Juan, (siglo XII).Iglesia parroquial de Morilla, (siglo XVII). Iglesia parroquial de Permisán, (siglo XVI). Antiguo Palacio de los Condes de Fuentes (siglo XVI) en Permisán. Pozo fuente de tres galerías excavadas en roca en Monesma de San Juan. Poblado íbero de Las Coronas en Fornillos.

## Cultura
- Jornadas Culturales celebradas en el mes de agosto.

## Deportes
- Pistas polideportivas en Fornillos, Monesma y Morilla. Piscinas municipales en Fornillos y Morilla. Actividades deportivas en colaboración con la Comarca del Somontano.

## Fiestas
- En Ilche, el 26 de septiembre, en honor de San Cosme y San Damián. En Fornillos, el 22 de julio, en honor de Santa María Magdalena. En Monesma, el 25 de julio, en honor de Santiago Apóstol. En Morilla, el 30 de noviembre, en honor de San Andrés. En Permisán, el 26 de julio, en honor de San Joaquín y Santa Ana.